# Пичаевка (приток Цны)
Пичаевка — река в России, протекает в Моршанском районе Тамбовской области. Устье реки находится в 165 км по левому берегу реки Цна. Длина реки составляет 17 км.
Река берёт начало севернее посёлка Базевского совхоза. Течёт на северо-восток по открытой местности. На реке расположены деревни Малое Пичаево и Мутасьево. 

## Данные водного реестра
По данным государственного водного реестра России относится к Окскому бассейновому округу, водохозяйственный участок реки — Цна от города Тамбов и до устья, речной подбассейн реки — Мокша. Речной бассейн реки — Ока.
Код объекта в государственном водном реестре — 09010200312110000029409.